# Чарлтън Хаус
Чарлтън Хаус (на английски: Charlton House) е име на няколко къщи в Англия, измежду които най-известната е къщата в Чарлтън, Югоизточен Голям Лондон.
Къщата в Лондон е построена през 1607 – 1612 г. от червени тухли с каменни украси. В нея има голямо фоайе, параклис, богата трапезария, гостна и галерия.
Била е предназначена за сър Адам Нютон, декан в Дърам и учител на принц Хенри, син на крал Джеймс I и брат на престолонаследника и бъдещ крал Чарлз I. През 1877 г. Норман Шоу построява ново крило. По време на Първата световна война къщата е използвана за болница.
Оранжерията на къщата днес е превърната в обществена тоалетна. През 1996 г. къщата е основното място за снимките на игралния филм „Монарх“ (Monarch), продуциран и режисиран от Джон Уолш (John Walsh).